# Pyroneura
Pyroneura is een geslacht van vlinders van de familie dikkopjes (Hesperiidae), uit de onderfamilie Hesperiinae.

## Soorten
- P. agnesia (Eliot, 1967)
- P. aurantiaca (Elwes & Edwards, 1897)
- P. callineura (Felder & Felder, 1867)
- P. derna (Evans, 1942)
- P. flavia (Staudinger, 1889)
- P. helena (Butler, 1870)
- P. klanga (Evans, 1942)
- P. latoia (Hewitson, 1868)
- P. liburnia (Hewitson, 1868)
- P. margherita (Doherty, 1889)
- P. niasana (Fruhstorfer, 1909)
- P. toshikoae Hayashi, 1980
- P. vermiculata (Hewitson, 1878)